# حرب كريستيرو
حرب كريستيرو أو تمرد كريستيرو (1926–1929)، المعروفة أيضًا باسم لا كريستيادا (بالإسبانيّة: La Cristiada)، كانت صراعًا واسع النطاق في وسط غرب المكسيك ردًا على فرض البنود العلمانية والمناهضة لرجال الدين من دستور المكسيك لعام 1917، والتي كان يعتبرها المعارضون تدابير معادية للكاثوليكية وتهدف إلى فرض إلحاد الدولة. جرى التحريض على التمرد ردًا على مرسوم تنفيذي أصدره الرئيس بلوتاركو إلياس كاليس لتنفيذ البنود 3، و5، و24، و27، و130 من الدستور، وهي خطوة تُعرف باسم قانون كاليس. سعى كاليس إلى القضاء على سلطة الكنيسة الكاثوليكية وجميع المنظمات التي كانت تابعة لها بصفتها مؤسسة، وقمع الاحتفالات الدينية والشعبية للمجتمعات المحلية.

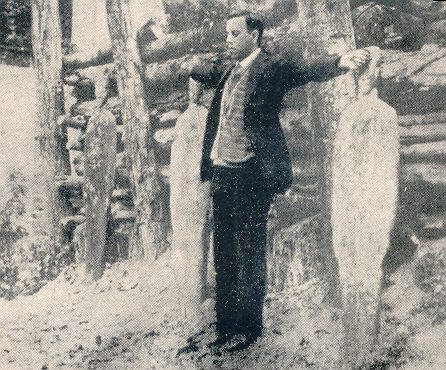
إعدام رجل الدين الكاثوليكي ميغيل برو بسبب إيمانه.

كانت الانتفاضة الريفية الشعبية واسعة النطاق في شمال المنطقة الوسطى من المكسيك مدعومة ضمنيًا من التسلسل الهرمي للكنيسة، وساندها أيضًا مؤيدو الكاثوليك في المناطق الحضرية. توسط السفير الأمريكي دوايت دبليو. مورو في المفاوضات بين حكومة كاليس والكنيسة. قدمت الحكومة بعض التنازلات، وسحبت الكنيسة دعمها لمقاتلي كريستيرو، وانتهى الصراع في عام 1929. فُسر بشكل مختلف بأنه حدث رئيسي في الصراع بين الكنيسة والدولة الذي يعود إلى القرن التاسع عشر مع حرب الإصلاح؛ وبأنه آخر انتفاضة كبرى للفلاحين في المكسيك في عام 1920؛ وبأنه انتفاضة مناهضة للثورة من قبل الفلاحين المزدهرين والنخب الحضرية المعارضة للإصلاحات الزراعية للثورة.

## خلفية

### الصراع بين الكنيسة والدولة
بقيت الثورة المكسيكية أكبر صراع في تاريخ المكسيك. أدت الإطاحة بالدكتاتور بورفيريو دياز إلى إطلاق العنان للفوضى، مع العديد من المناطق والفصائل المتنافسة. توصلت الكنيسة الكاثوليكية وحكومة دياز إلى تسوية مؤقتة غير رسمية لم تنفذ الدولة بموجبها البنود المعادية لرجال الدين في الدستور الليبرالي لعام 1857، لكنها لم تلغها أيضًا. كان من المحتمل أن يشكل تغيير القيادة والانقلاب الكلي للنظام السابق خطرًا على موقف الكنيسة. في الموجة الديمقراطية من النشاط السياسي، تشكل الحزب الكاثوليكي الوطني. أُطيح بفرانسيسكو ماديرو واغتيل في انقلاب عسكري في شهر فبراير من عام 1913 بقيادة الجنرال فيكتوريانو ويرتا، ما أعاد مؤيدي النظام البورفياني؛ بعد الإطاحة بويرتا في عام 1914، أصبحت الكنيسة الكاثوليكية هدفًا للعنف الثوري ومعاداة رجال الدين الشرسة من قبل العديد من الثوار الشماليين. فاز الفصيل الدستوري بالثورة، ووضع زعيمه فينوستيانو كارانسا دستورًا ثوريًا جديدًا. عزز دستور عام 1917 معاداة رجال الدين في الوثيقة السابقة. لم ينفذ الرئيس كارانسا ولا خليفته، الجنرال ألفارو أوبريغون، البنودَ المعادية لرجال الدين.
شعرت إدارة كاليس أن مبادراتها الثورية والأساس القانوني لمتابعتها تواجه تحديًا من قبل الكنيسة الكاثوليكية. من أجل إنهاء نفوذ الكنيسة على المكسيكيين، وُضعت قوانين مناهضة لرجال الدين، لتبدأ صراعًا دينيًا دام عشر سنوات وأسفر عن مقتل الآلاف من المدنيين المسلحين. على الجانب المقابل، كان هناك جيش محترف مسلح برعاية الحكومة. صُنفت مكسيك كاليس من قبل البعض على أنها دولة ملحدة، وصُنف منهجه على أنه أحد المناهج المعنية بالقضاء على الدين في المكسيك.

#### الأزمة
لم تسفر فترة المقاومة السلمية لتنفيذ الأحكام المعادية لرجال الدين في الدستور من جانب الكاثوليك المكسيكيين عن أي نتيجة. اندلعت المناوشات في عام 1926، وبدأت الانتفاضات العنيفة في عام 1927. أطلق المتمردون على أنفسهم اسم كريستيروس، مستحضرين اسم يسوع تحت لقب «كريستو ري» أو المسيح الملك. اشتُهر هذا التمرد بالكتائب النسوية للقديسة جان دارك، وهي كتيبة من النساء اللاتي ساعدن المتمردين في تهريب البنادق والذخيرة، وببعض الكهنة الذين تعرضوا للتعذيب والقتل في الأماكن العامة (وطوبهم البابا يوحنا بولس الثاني في وقت لاحق). انتهى التمرد أخيرًا بوسائل دبلوماسية توسط فيها السفير الأمريكي لدى المكسيك دوايت ويتني مورو، مع تقديم الإغاثة المالية والمساعدات اللوجستية من قبل فرسان كولومبوس.
جذب التمرد انتباه البابا بيوس الحادي عشر، الذي أصدر سلسلة من المنشورات البابوية بين عامي 1925-1937. في 18 نوفمبر عام 1926، أصدر تصادم غير منصف (حول اضطهاد الكنيسة في المكسيك)، منددًا بالاضطهاد العنيف المناهض لرجال الدين في المكسيك. على الرغم من وعود الحكومة بعكس ذلك، فقد واصلت اضطهادها للكنيسة. ردًا على ذلك، أصدر بيوس ألم في القلب في 29 سبتمبر عام 1932. ومع استمرار الاضطهاد، أصدر اتساق ثابت وأعرب عن معارضته، في حين دعم البابا العمل الكاثوليكي في المكسيك للمرة الثالثة على التوالي مع استخدام تساهل الجلسة العامة في 28 مارس عام 1937.

### دستور المكسيك لعام 1917
صيغ الدستور السياسي للولايات المكسيكية المتحدة من قبل الكونغرس التأسيسي الذي دعا إليه فينوستيانو كارانسا في شهر سبتمبر من عام 1916، وتمت الموافقة عليه في 5 فبراير عام 1917. استند الدستور الجديد إلى الدستور السابق الذي وضعه بينيتو خواريز في عام 1857. تحتوي ثلاث مواد من مواده الـ136 –المادة 3، والمادة 27، والمادة 130– بشكل كبير على أقسام علمانية تحد من سلطة الكنيسة الكاثوليكية الرومانية ونفوذها.
ينص القسمان الأولان من المادة 3 على الآتي: «أولًا، وفقًا للحريات الدينية المنصوص عليها في المادة 24، فإن الخدمات التعليمية علمانية، ومن ثم فهي خالية من أي توجه ديني. ثانيًا، تقوم الخدمات التعليمية على التقدم العلمي وتكافح الجهل، وآثار الجهل، والعبودية، والتعصب، والتحامل. ينص القسم الثاني من المادة 27 على الآتي: «يُسمح لجميع الجمعيات الدينية المنظمة وفقًا للمادة 130 والتشريعات المستمدة منها بالحصول على الأصول اللازمة فقط أو حيازتها أو إدارتها لتحقيق أهدافها».
تنص الفقرة الأولى من المادة 130 على الآتي: «تسترشد القواعد المنصوص عليها في هذه المادة بالمبدأ التاريخي الذي تكون الدولة والكنائس بموجبه منفصلة بعضها عن بعض. ينبغي تنظيم الكنائس والتجمعات الدينية بموجب القانون».
نصت أيضًا على التسجيل الإلزامي للدولة لجميع الكنائس والطوائف الدينية، وفرضت سلسلة من القيود على الكهنة والوزراء من جميع الأديان (أنهم غير مؤهلين لشغل مناصب عامة، والفرز نيابة عن الأحزاب السياسية أو المرشحين، والوراثة من أشخاص آخرين غير أقارب الدم المقربين، إلخ). سمحت المادة للدولة أيضًا بتنظيم عدد الكهنة في كل منطقة –حتى تخفيض العدد إلى الصفر– ومنعت ارتداء الزي الديني واستبعدت الجناة من المحاكمة أمام هيئة المحلفين. أعلن فينوستيانو كارانسا معارضته للمسودة النهائية للمواد 3، و5، و24، و27، و123، و130، لكن الكونغرس الدستوري لم يتضمن سوى 85 محافظًا وسطيًا مقربًا من أفكار كارانسا «لليبرالية» المقيدة إلى حد ما؛ كان هناك ضدهم 132 مندوبًا أكثر راديكالية.
تنص المادة 24 على الآتي: «لكل إنسان حرية اختيار أي معتقد واعتناقه ما دام مشروعًا ولا يمكن معاقبته بموجب القانون الجنائي. لا يجوز للكونغرس أن يسن قوانين تنشئ دينًا معينًا أو تحظره. ينبغي أن تقام المراسم الدينية ذات الطابع العام في المعابد. ينظم القانون تلك التي تُمارس في الهواء الطلق».

### خلفية
وقع العنف على نطاق محدود طوال أوائل عشرينيات القرن العشرين، ولكنه لم يصل قط إلى مستوى الصراع واسع النطاق. في عام 1926، تجمعت عمليات حرب العصابات المتناثرة في ثورة مسلحة خطيرة ضد الحكومة، بعد تمرير قوانين جنائية صارمة ضد رجال الدين، وتنفيذ ما يُسمى قانون كاليس (تيمنًا باسم الرئيس بلوتاركو إلياس كاليس)، إلى جانب ثورات الفلاحين ضد الإصلاح الزراعي في باجيو الكاثوليكية، وتضييق الخناق على الاحتفالات الدينية الشعبية كالأعياد.
لجأت الجماعات الكاثوليكية والمعادية لرجال الدين إلى الإرهاب. كانت حرب كريستيرو الأكثر تدميرًا وكان لها الآثار ذات المدى الأطول من بين العديد من الانتفاضات ضد الحكومة المكسيكية في عشرينيات القرن العشرين. دعم الفاتيكان التسوية الدبلوماسية لعام 1929 التي توسط فيها السفير الأمريكي لدى المكسيك بين الكنيسة الكاثوليكية والحكومة المكسيكية. مع أن الكثير من الكريستيروس قد واصلوا القتال، فإنهم لم يعودوا يقاتلون بدعم ضمني من الكنيسة. استمر اضطهاد الكاثوليك والهجمات الإرهابية المناهضة للحكومة في أربعينيات القرن العشرين، حين ضُمت جماعات كريستو المنظمة المتبقية إلى حزب سيناركويستا.
اندلعت الثورة المكسيكية لعام 1910 في الأصل ضد الحاكم الأوتوقراطي القديم بورفيريو دياز، ولصالح مطالبة كتلة الفلاحين بالأرض. ومع ذلك، اتخذ الرئيس الثوري الراحل بلوتاركو إلياس كاليس مواقف راديكالية معادية للكاثوليك، على الرغم من دعم الشعب الساحق للكنيسة. كان فرانسيسكو آي. ماديرو أول زعيم ثوري. انتُخب ماديرو رئيسًا في شهر نوفمبر من عام 1911 ولكن أطاح به الجنرال المناهض للثورة فيكتوريانو ويرتا وأعدمه في عام 1913. عندما استولى ويرتا على السلطة بعد اغتيال ماديرو، نشر رئيس الأساقفة ليوبولدو روي إي فلوريس من موريليا رسالة يدين فيها الانقلاب ونأى بالكنيسة عن ويرتا. هاجمت صحيفة الحزب الكاثوليكي الوطني، التي تمثل آراء الأساقفة، ويرتا بشدة. نتيجة لذلك، سجن النظام الجديد رئيس الحزب الكاثوليكي الوطني وأوقف إصدار الصحيفة. ومع ذلك، قرر بعض أعضاء الحزب الكاثوليكي الوطني المشاركة في نظام ويرتا، مثل إدوارد تامريز. كان لدى الجنرالات الثوريين فينوستيانو كارانسا وفرانسيسكو فيا وإميليانو زاباتا –الذين هزموا جيش ويرتا الاتحادي بموجب خطة غوادالوبي– صداقات مع الكاثوليك وكهنة الأبرشية المحلية الذين ساعدوهم، لكنهم ألقوا باللوم أيضًا على كبار رجال الدين الكاثوليك لدعمهم ويرتا.
كان كارانسا أول رئيس منتخب بموجب الدستور الجديد، ولكن أطاح به حليفه الأول ألفارو أوبريغون في عام 1919، وتولى الرئاسة في أواخر عام 1920. طبق أوبريغون بشكل فعال القوانين العلمانية المنبثقة عن الدستور في المناطق التي كانت فيها المشاعر الكاثوليكية الأضعف فقط. انتهت هذه «الهدنة» غير المستقرة بين الحكومة والكنيسة بخلافة الملحد بلوتاركو إلياس كاليس في عام 1924. بدعم من حكومة كاليس المركزية، تجاوز اليعاقبة المكسيكيون معاداة رجال الدين فقط وانخرطوا في شن حملات علمانية مناهضة للدين للقضاء على ما أطلقوا عليه «الخرافة» و«التعصب»، وشملت تدنيس الأشياء الدينية، بالإضافة إلى الاضطهاد وقتل رجال الدين.
طبق كاليس القوانين المعادية لرجال الدين بصرامة في جميع أنحاء البلاد وأضاف تشريعاته الخاصة المعادية لرجال الدين. في شهر يونيو من عام 1926، وقع على «قانون إصلاح قانون العقوبات» المعروف باسم «قانون كاليس» بصورة غير رسمية. ينص هذا القانون على عقوبات محددة للكهنة والأفراد الذين انتهكوا أحكام دستور عام 1917. على سبيل المثال، فُرض على ارتداء الزي الديني في الأماكن العامة (أي خارج مباني الكنيسة) غرامة قدرها 500 بيزو (250 دولارًا أمريكيًا لسعر الصرف القديم)؛ ربما سُجن كاهن انتقد الحكومة لمدة خمس سنوات. سنت بعض الولايات تدابير قمعية، إذ سنت شيواوا قانونًا يسمح لكاهن واحد فقط بخدمة الجماعة الكاثوليكية بأكملها في الولاية. من أجل تطبيق القانون، استولى كاليس على ممتلكات الكنيسة، وطرد جميع الكهنة الأجانب، وأُغلق الأديرة والمدارس الدينية.

## الثورة

### المقاومة السلمية
استجابة لهذه التدابير، بدأت المنظمات الكاثوليكية بتكثيف مقاومتها. كانت الرابطة الوطنية للدفاع عن الحرية الدينية أهم هذه الجماعات، وتأسست في عام 1924. انضمت إليها الرابطة المكسيكية للشباب الكاثوليكي (التي تأسست في عام 1913) والاتحاد الشعبي، وهو حزب سياسي كاثوليكي تأسس في عام 1925.
في 11 يوليو عام 1926، صوت الأساقفة الكاثوليك على تعليق جميع العبادات العامة استجابة لقانون كاليس، على أن يسري التعليق في 1 أغسطس. في 14 يوليو، أقروا خططًا لمقاومة اقتصادية ضد الحكومة، والتي سرت بفعالية وخاصة في وسط المكسيك (ولايات خاليسكو، وميتشواكان، وغواناخواتو، وأغواسكالينتس، وزاكاتيكاس).
عمل الأساقفة على تعديل المواد المخالفة للدستور. وافق البابا بيوس الحادي عشر بشكل واضح على هذه الخطة. اعتبرت حكومة كاليس نشاط الأساقفة محرضًا وأغلقت العديد من الكنائس الأخرى.